# حاجت شیرازی
آقا یادگار شیرازی مشهور و متخلص به حاجت (۱۷۰۱ - ۱۷۷۱م) شاعر ایرانی در سدهٔ هجدهم میلادی/ دوازدهم هجری بود.

## زندگی
یادگار در سال ۱۷۰۱م/ ۱۱۱۵ق در شیراز زاده شد. به عطاری پیشه‌ور بود سپس به شعر گرایید، به‌ویژه غزل‌هایی سرود. او ازدواج نکرد و به گفتهٔ نظمی تبریزی «از اشعارش چنین برمی‌آید که با چشم حقارت به دنیا می‌نگریست و زندگی را اهمیتی قائل نبود»، همچنین او را «مردی بسیار پاکدامن و پرهیزگار» توصیف نموده.

حاجت شیرازی در سال ۱۷۷۱م/ ۱۱۸۵ق در شیراز پس از حج‌گذاری درگذشت.

## آثار
یک نسخهٔ منحصر بفرد از دیوان حاجت شیرازی در سال ۱۳۴۷ موجود بوده‌است.